# Scopula inustata
Scopula inustata är en fjärilsart som beskrevs av Herrich-Schäffer 1844. Scopula inustata ingår i släktet Scopula och familjen mätare. Inga underarter finns listade.